# Xylocopa mixta
Xylocopa mixta là một loài Hymenoptera trong họ Apidae. Loài này được Radoszkowski mô tả khoa học năm 1881.